# فرناندو الأمير القديس
إنفانتي فرناندو البرتغالي (29 سبتمبر 1402 - 5 يونيو 1443) أو المعروف أكثر بـ فرناندو أمير القديس والقديس آنفا (بالبرتغالية:Fernando o Infant Santo؛ Saint Anfa ou فرناندو إنفانتي القديس) هو أصغر أبناء لـ جواو الأول ملك البرتغال وفيليبا لانكاستر.
في 1437، شارك فرناندو في حصار طنجة التي كانت بقيادة هنريك الملاح،  وأعقب ذلك الهزيمة قاسية، أدت إلى تسليمه كرهينة لـ حكام المغرب المرينيون  لضمان إعادة مدينة سبتة،  وفقا لشروط معاهدة تم التفاوض عليها بين حكام المغرب ومبعوث البرتغال هنريك، في البداية كان وضع فرناندو مريحة نسبيا باعتباره رهينة نبيلة بمدينة أصيلة، ولكن عندما أصبح واضحاً أن السلطات البرتغالية ليس لديها نية للتخلي عن سبتة، تغير وضعه وجرى نقله إلى سجن في مدينة فاس حيث تعرض لظروف السجن أشد بكثير من قبل سجانيه، ومع ذلك استمرت المفاوضات لإطلاق سراحه بشكل متقطع لسنوات، ولكنها لم تثمر إلى شيء، في نهاية المطاف توفي في فاس خلال 5 يونيو 1443.
شعبيته تطورت بسرعة في البرتغال بحيث لُقب بـ أمير القديس (O Infante Santo) ومع ذلك هو غير مطوب من قبل الكنيسة الرومانية الكاثوليكية، بحيث يبقى هذا اللقب ضمن التقاليد البرتغالية.